# 三宅正太郎

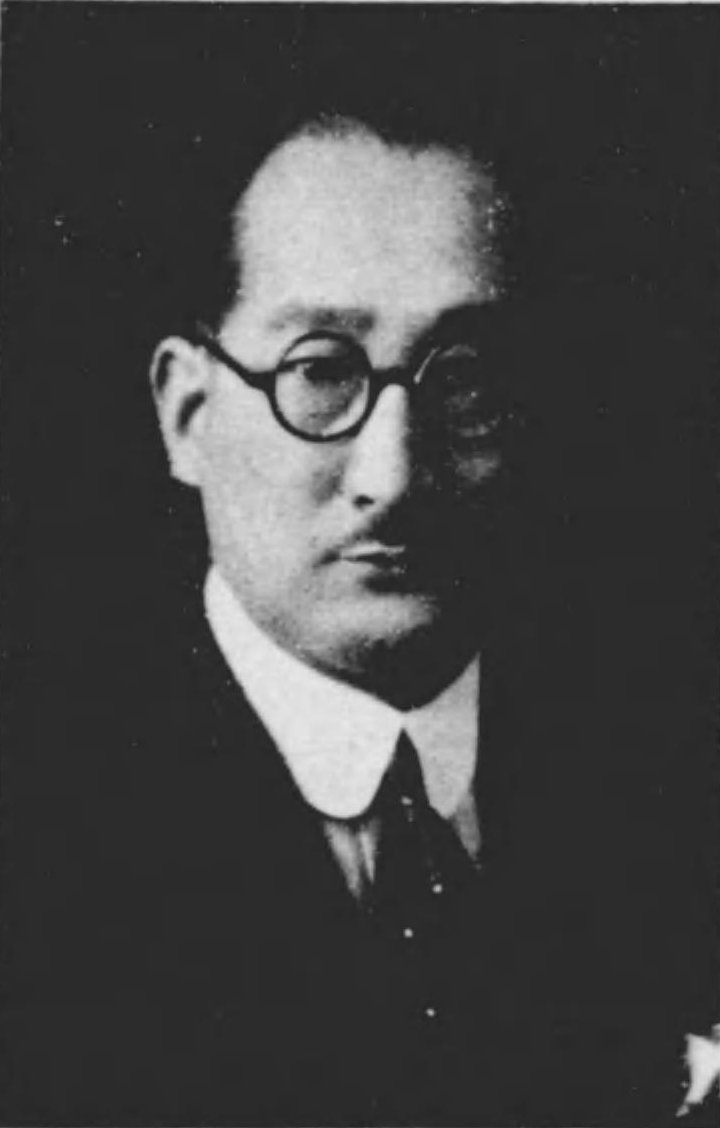
三宅正太郎

三宅 正太郎（みやけ まさたろう / しょうたろう、1887年（明治20年）6月27日 - 1949年（昭和24年）3月4日）は、日本の法曹。判事・弁護士、貴族院勅選議員。

## 略歴・人物
東京府生まれ。父は海軍少将の三宅甲造。両親ともに士族の出で、4歳より漢籍の素読を始める。学習院初等科、東京府立一中、一高を経て、1911年7月、東京帝国大学法学部法律学科（独法科）卒業後、司法省入省。
司法官試補、1913年5月に判事任官後、11月に東京地方裁判所判事。1916年に渡仏し、2年後に帰国。1918年4月に東京地裁部長。1919年4月、検事兼司法省参事官・民事局兼務に。在任中は若槻禮次郎内相時代であったが、治安維持法策定の中心となる。昭和に入り、思想検事や特高警察全盛の時代となり、治安維持法に対する拡大解釈が主流となるが、当初三宅が狙いとしたものは「私有財産の維持」であり、「国体」概念の拡大解釈や恣意的な運用を通じた思想（プロレタリア思想）やその関連団体の検挙を目的としてはいなかった。
のち1924年に司法大臣秘書官、大臣官房秘書官。1927年大審院検事、1929年に同判事。1934年に東京地裁所長、1935年5月札幌控訴院長、1937年1月大審院部長、1939年6月長崎控訴院長などを経て、1940年に司法次官。以後、1941年9月に大審院部長。大審院刑事部の部長をしていた1944年6月、尾崎不敬事件で一審東京刑事地方裁判所で懲役8月執行猶予2年を言い渡されて上告（当時は戦時刑事特別法により二審制）していた尾崎行雄に不敬罪の無罪を宣告している。また、1945年6月には、再臨思想が治安維持法違反にあたるとして一審札幌地方裁判所で懲役3年の判決を言い渡されていた、内村鑑三の弟子であり無教会派の浅見仙作に大審院で無罪を宣告している。
戦後の1945年10月大阪控訴院長。1946年2月に退職。3月弁護士になる。同月22日、貴族院勅選議員に任じられ同年7月30日まで在任。同時に初代中央労働委員会会長を1947年10月まで。東京裁判では梅津美治郎の弁護人を務めた。その途中1946年7月から1951年8月まで公職追放。

### 小平事件の弁護人
1945年から1946年にかけて、東京都とその周辺で発生した連続強姦殺人事件で逮捕された小平義雄の希望で、一審から上告審を通して弁護人を務めた。
一審における判決公判時には被告及び弁護人の三宅による『法廷内での写真撮影及び取材活動の一切の禁止』を求める申し立てが裁判長によって認められた。この申立てがその後の裁判所内における撮影、録音の禁止、取材活動の制限に繋がったと指摘されている。
小平義雄の死刑執行は1949年10月15日だが、三宅はその半年以上前の3月4日に逝去している。享年62。

## その他
文人肌で、泉鏡花の愛読者であり、1928年から、鏡花を囲む「九九九会」の世話役を務め、随筆集も刊行、2007年、慧文社から復刊された。幼い頃より芝居に親しみ、歌舞伎や邦楽にも詳しく、劇評なども手掛けた。 

## 著書
- 『普通選挙法釈義』（松華堂書店、1926年）
- 『普通選挙法要綱』坂千秋共著（改造社、1926年）
- 『治安維持法』（日本評論社、現代法学全集、1931年）
- 『法官余談』（新小説社、1934年。2007年慧文社より新訂版刊行 ISBN 9784905849568）
- 『嘘の行方』（中央公論社、1938年。2007年慧文社より新訂版刊行 ISBN 9784905849551）
- 『An outline of the Japanese judiciary』（ジヤパン・タイムス社、1941年）
- 『裁判の書』（牧野書店のち角川文庫、1942年。2006年慧文社より新訂版刊行 ISBN 9784905849520）
- 『わが随筆』（武蔵書房、1942年。2007年慧文社より新訂版刊行 ISBN 9784905849629）
- 『そのをりをり』（鶴書房、1945年。2006年慧文社より新訂版刊行 ISBN 9784905849544）
- 『雨後』（木曜書房、1948年。2007年慧文社より新訂版刊行 ISBN 9784905849612）
- 『三宅正太郎全集 全3巻』（好学社、 1950年）

## 翻訳
- 『反対訊問の技術』 フランシス・ウェルマン 伊能幹一共訳（朝倉書店、1950年）
- 『愛の書簡 フランスの恋人たち』編訳（養徳社、 1951年）